# St. Martin (Schopfloch)

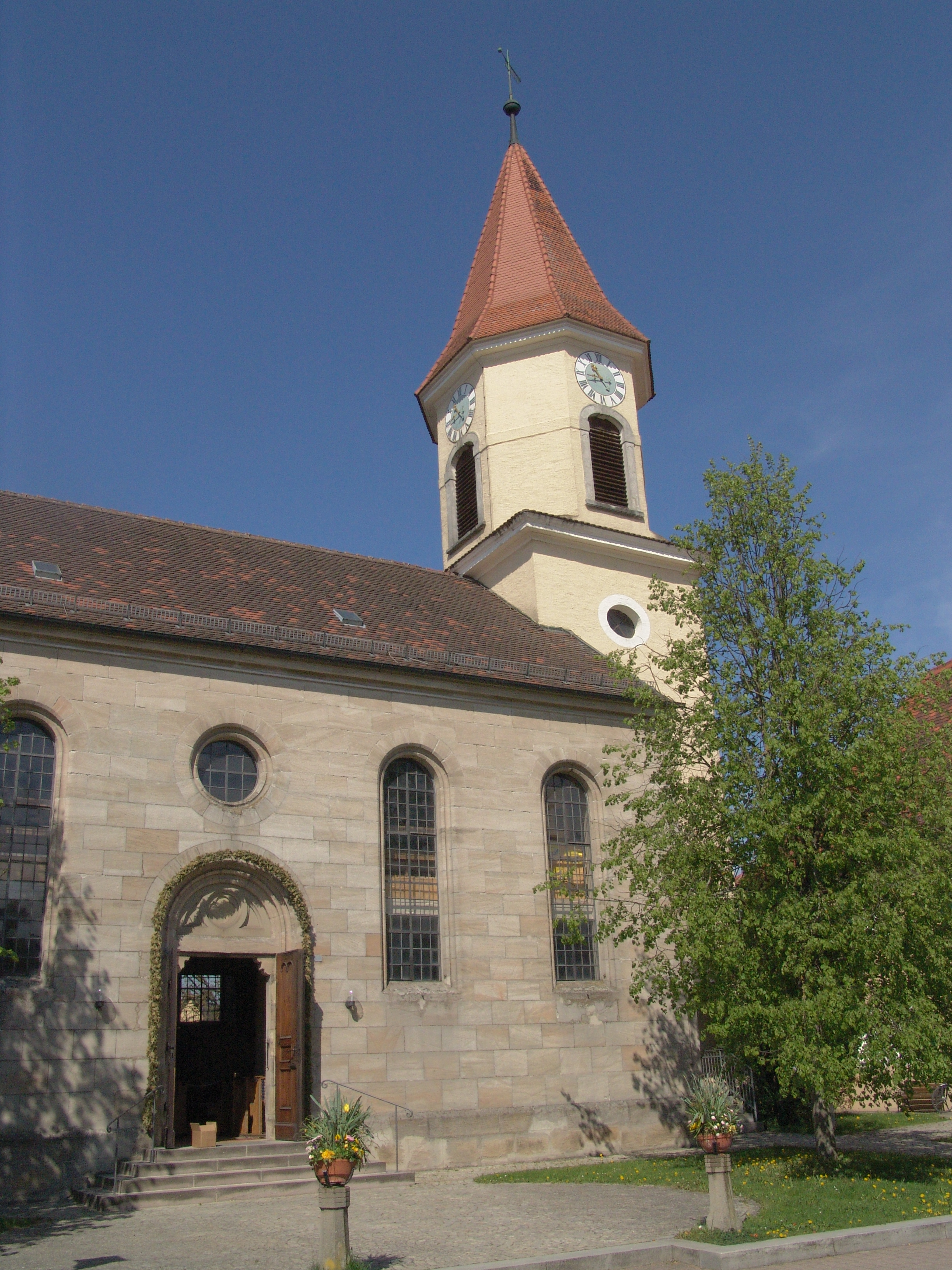
St. Martin (Schopfloch)

Die denkmalgeschützte, evangelisch-lutherische Pfarrkirche St. Martin steht in Schopfloch, einer Marktgemeinde im Landkreis Ansbach (Mittelfranken, Bayern). Die Kirche ist unter der Denkmalnummer D-5-71-200-4 als Baudenkmal in der Bayerischen Denkmalliste eingetragen. Die Pfarrei gehört zum Dekanat Dinkelsbühl im Kirchenkreis Ansbach-Würzburg der Evangelisch-Lutherischen Kirche in Bayern.

## Beschreibung
Die neuromanische Saalkirche besteht aus einem 1853/54 errichteten Langhaus aus Quadermauerwerk, einem stark eingezogenen dreiseitig geschlossenen Chor im Süden und einem Kirchturm im Norden, dessen mittelalterlichen Geschosse 1738 mit einem achteckigen Geschoss, das die Turmuhr und den Glockenstuhl beherbergt, aufgestockt, und mit einem Knickhelm bedeckt wurden. Im Erdgeschoss des Turms befindet sich ein Relief aus dem 17. Jahrhundert mit dem Porträt von Martin Luther.
Die Orgel mit fünf Registern, einem Manual und Pedal wurde 1974 von der Orgelbau Sandtner errichtet.

## Pfarrer an St. Martin
- 1898–1911 Karl Heckel, Vater von Theodor Heckel und Johannes Heckel